# Diagrama de punts i línies

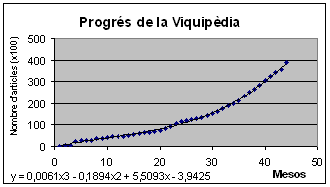
Diagrama de punts i línies

El diagrama de punts i línies (o diagrama de línies i de punts) o, senzillament diagrama de línies és un tipus de diagrama, que mostra la informació en una sèrie de punts de dades connectats per segments de línies rectes. Es tracta d'un tipus bàsic de taula comú en molts camps. És una extensió d'un diagrama de dispersió, i es crea mitjançant la connexió d'una sèrie de punts que representen mesuraments individuals amb segments de línia. Un gràfic de línies s'utilitza sovint per visualitzar una tendència en les dades en intervals de temps - una sèrie de temps -. Per tant, la línia es dibuixa sovint cronològicament.